# Prix Tom-Fairley
Le Prix Tom-Fairley est décerné chaque année par l'Association canadienne des réviseurs (Réviseurs Canada). Institué en 1983, il récompense un travail exemplaire portant sur la révision d'un ouvrage destiné à la publication. Un prix de $2000.00 est accordé au(x) lauréat(es).

## Lauréats[2]
| Année  | Lauréat(es)                      | Ouvrage révisé | Éditeur                                                                          |
| ------ | -------------------------------- | --- | -------------------------------------------------------------------------------- |
| – 1983 | Barbara Czarnecki                | Both Sides of the Street: One Man's Life in Business and the Arts in Canada                                                                              | Macmillan                                                                        |
| – 1984 | John Eerkes-Medrano              | A Vast and Magnificent Land: An Illustrated History of Northern Ontario                                                                                  | Ontario Ministry of Northern Affairs, Lakehead University, Laurentian University |
| – 1985 | Norman Dahl                      | Presentation Pieces and Trophies from the Henry Birks Collection of Canadian Silver                                                                      | Musée des beaux-arts du Canada                                                   |
| – 1986 | Heather Ebbs                     | Of Struggle and Flight: The History of Latvian Aviation                                                                                                  | Canada's Wings                                                                   |
| – 1987 | Sarah Swartz                     | Metamorphosis: Stages in a Life | Stoddart Publishing (en)                                                         |
| – 1988 | Nancy Flight                     | Genethics: The Ethics of Engineering Life | Stoddart Publishing                                                              |
| – 1989 | Robert Fulford                   | Scorpions for Sale: A Fictional Biography | Stoddart Publishing                                                              |
| – 1990 | Kathryn Dean                     | Towards a Just Society: The Trudeau Years | Viking Penguin Books Canada                                                      |
| – 1991 | Rick Archbold                    | Mulroney: The Politics of Ambition | Macfarlane Walter & Ross (en)                                                    |
| – 1992 | Lenore d'Anjou                   | Small Business Management. 3d ed. | Dryden Canada                                                                    |
| – 1993 | Jane McNulty                     | Career Connections | Trifolium Books                                                                  |
| – 1994 | Ruth Pincoe                      | New Piano Series Student Guides: A Guide to the Study of the Examination Repertoire of The Royal Conservatory of Music                                   | Frederick Harris Music (en)                                                      |
| – 1995 | Sharon Stewart                   | Technology, Policy and Practice in Africa | Ottawa: IDRC                                                                     |
| – 1996 | Rosemary Shipton                 | Sir Wilfrid Laurier and the Romance of Canada | Stoddart Publishing                                                              |
| – 1997 | John Eerkes-Medrano              | Adventuring around Vancouver Island: Beachcombing to Bungy Jumping                                                                                       | Greystone Books                                                                  |
| – 1998 | Georgina Montgomery et Jim Lyons | *Electronic Commerce and Canada's Tax Administration: A Report to the Minister of National Revenue *The Life of a Children's Troubador: An Autobiography | Homeland Press                                                                   |
| – 1999 | Elizabeth McLean                 | Finding the Right Treatment: Modern and Alternative Treatment: A Comprehensive Guide to Getting the Best of Both Worlds                                  | Hartley & Marks Publishers (en)                                                  |
| – 2000 | Barbara Pulling                  | The Bear's Embrace, A True Story of Surviving a Grizzly Bear Attack                                                                                      | Greystone Books                                                                  |
| – 2001 | Camilla Blakeley                 | Couture and Commerce, The Transatlantic Fashion Trade in the 1950s                                                                                       | UBC Press                                                                        |
| – 2002 | David Peebles et Susan Goldberg  | *Misinformed Consent: Thirteen Women Share Their Stories about Unnecessary Hysterectomy *McGraw-Hill Ryerson Mathematics of Data Management              | Stoddart Publishing (en) McGraw-Hill Ryerson (en)                                |
| – 2003 | Ian Coutts                       | D-Day: The Greatest Invasion—A People's History | Raincoast/Madison Press                                                          |
| – 2004 | Valerie Wyatt                    | Tree of Life: The Incredible Biodiversity of Life on Earth                                                                                               | Kids Can Press (en)                                                              |
| – 2005 | Frank Condron                    | How to Go Further: A Guide to Simple Organic Living with Woody Harrelson and Friends                                                                     | Warwick Publishing Group                                                         |
| – 2006 | Audrey McClellan                 | Clam Gardens: Aboriginal Mariculture on Canada's West Coast                                                                                              | New Star Books                                                                   |
| – 2007 | Saeko Usukawa                    | Abstract Painting in Canada | Douglas & McIntyre Publishing Group                                              |
| – 2008 | Melva McLean                     | TRIUMF Five-Year Plan 2010-2015: Building a Vision for the Future                                                                                        | Triumph Books                                                                    |
| – 2009 | Mary Lou Roy                     | People of the Lakes: Stories of Our Van Tat Gwich'in Elders/Googwandak Nakhwach'ànjòo Van Tat Gwich'in                                                   | University of Alberta Press (en)                                                 |
| – 2010 | Lucy Kenward                     | Vij's at Home: Relax Honey | Douglas & McIntyre                                                               |
| – 2011 | Iva Cheung                       | Cow: a Bovine Biography | Greystone Books                                                                  |
| – 2012 | Sandy Newton                     | Here's the Catch: The Fish We Harvest from the Northwest Atlantic                                                                                        | Boulder Publications                                                             |
| – 2013 | Peter Midgley                    | The Last Temptation of Bond | University of Alberta Press                                                      |
| – 2014 | Grace Yaginuma                   | A Discerning Eye: The Walter C. Koerner Collection of European Ceramics                                                                                  | Figure 1 Publishing                                                              |
| – 2015 | Lesley Peterson                  | The Little Third Reich on Lake Superior: A History of Canadian Internment Camp                                                                           | University of Alberta Press                                                      |